# Luigi Bongianino

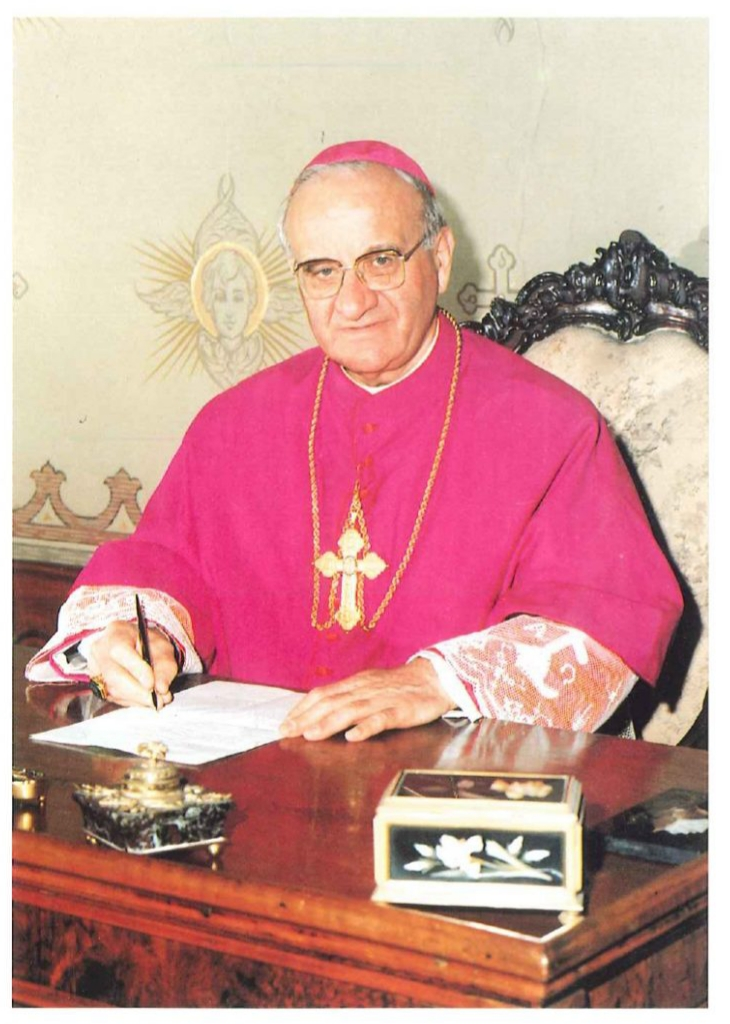
Luigi Bongianino, 1990

Luigi Bongianino (* 20. November 1919 in Borgo d’Ale, Provinz Vercelli, Italien; † 14. Oktober 2003) war Bischof von Alba (Pompea) und später von Tortona.

## Leben
Luigi Bongianino empfing am 19. September 1942 das Sakrament der Priesterweihe.
Am 2. Februar 1968 bestellte ihn Papst Paul VI. zum Apostolischen Administrator von Alba und ernannte ihn zum Titularbischof von Vulturia. Die Bischofsweihe empfing Bongianino am 24. März desselben Jahres durch Franjo Kardinal Šeper; Mitkonsekratoren waren Kurienerzbischof Sergio Pignedoli und der Erzbischof von Vercelli, Albino Mensa. Am 15. Januar 1970 ernannte ihn Paul VI. zum Bischof von Alba und am 6. Juni 1975 zum Bischof von Tortona.
Seinem Rücktrittsgesuch wurde am 2. Februar 1996 durch Johannes Paul II. stattgegeben.